# Sogrape
Sogrape (Sogrape Vinhos S.A.) ist ein portugiesisches Unternehmen, das sich auf den Handel mit Wein und Südwein spezialisiert hat. Sogrape ist das größte Weinhandelsunternehmen Portugals und eines der größten Portwein-Unternehmen weltweit.

## Geschichte
Sogrape wurde 1942 von Fernando van Zeller Guedes als „Sociedade Comercial dos Grandes Vinhos de Mesa de Portugal“ gegründet. Das erste Produkt war der Roséwein Mateus. Der internationale Erfolg dieses Weines, der heute der meistverkauften Wein Portugals ist, war der Grundstein für die Expansion des Unternehmens, das durch Zukäufe zahlreicher Weingüter und Marken (u. a. Sandeman, Ferreira) kontinuierlich wuchs.

## Marken
Die folgenden Weingüter und Marken gehören zu Sogrape:
| Wein | Südwein                                                                           |
| --- | --------------------------------------------------------------------------------- |
| - Callabriga - Casa Ferreirinha - Constantino - Finca Flichman (Argentinien) - Gazela - Grão Vasco - Herdade do Peso - Mateus - Morgadio da Torre - Pena de Pato - Planalto - Quinta de Azevedo (Vinho Verde) - Quinta dos Carvalhais - Reserve Range - Terra Franca - Vila Regia | - Ferreira (Port) - Offley (Port) - Robertson (Port) - Sandeman (Port und Sherry) |